# Pleione pleionoides
Pleione pleionoides är en växtart i släktet Pleione och familjen orkidéer. Den beskrevs av Friedrich Fritz Wilhelm Ludwig Kraenzlin som Pogonia pleioniodes, och fick sitt nu gällande namn av Guido Jozef Braem och Hartmut Mohr.

## Utbredning
Arten förekommer i Kina; i Chongqing, Guizhou och västra Hubeiprovinsen.

## Namn
Lustigt nog betyder artepitetet pleionoides 'som liknar Pleione', så när arten år 1989 flyttades från släktet Pogonia till släktet Pleione blev dess fullständiga namn något rekursivt; en Pleione som liknar en Pleione.